# スタニスワフ・レム
スタニスワフ・ヘルマン・レム（ポーランド語: Stanisław Herman Lem [staˈɲiswaf ˈlɛm] ( 音声ファイル), 1921年9月12日 - 2006年3月27日）は、ポーランドのSF作家。ポーランドSFの第一人者であるとともに、20世紀SF最高の作家の一人とされる。また、著書は41の異なる言語に翻訳され、2700万部が販売されており、世界で最も広く読まれているSF作家である。代表作に、2度映画化もされた『ソラリスの陽のもとに』など。
日本での翻訳初期にはロシア語版からの重訳での出版が多かったためか、ロシア語読みでスタニスラフ・レムと紹介されることが多かった（斜線〈クレスカ〉の付いた ł はポーランド語では L ではなく W の発音だが、キリル文字圏では Л になるため）。

## 経歴
1921年、ポーランドのルヴフ（現ウクライナ領リヴィウ）に生まれる。医師である父サムエルはユダヤ系、母サビーナはカトリック系であるが、レムはカトリック教徒として育てられる（のちに長じて無神論者になる）。家庭は裕福で、少年時代はフランス人女性の家庭教師からフランス語を学んでいた。ギムナジウム時代に知能指数が180であることが分かり、当時の南ポーランドでは最も頭のいい子供だったという。1940年にルヴフ医科大学に入学し生物学を学ぶ傍ら、数学や、思想・哲学・サイバネティクスの研究も行う。またH.G.ウェルズやO.ステープルドンなどを読んでSFにも関心を持った。ルヴフがナチス・ドイツに占領された期間は自動車工、溶接工として働いていたが、サボタージュや武器弾薬を盗んでレジスタンスに渡したりしたため、解放まで偽の身分で暮らさなくてはならなくなった。また家族も身分証を偽装してゲットー入りを免れていた。
1946年、ルヴフがソ連に割譲されると、一家は財産を没収されてクラクフに移住、ヤギェウォ大学で医学を学ぶ。1946年からは雑誌に詩や短編小説を発表し、小説「火星から来た男」が雑誌への初掲載だった。1948年にヤギェウォ大学を卒業するが、ルイセンコ事件により医学界に嫌気がさして、大学附属の科学研究院に勤め、月刊誌「科学生活」の科学顧問として科学の方法論などに関する論文を発表する。この年、長編小説『失われざる時』を執筆、これは現代小説で3部作のうち第2、3部は社会主義リアリズム作品となっているが、第1部がその枠から外れていたために出版できなかった。
1951年、『金星応答なし』が高い評価を受けて、専業作家となった。この時期の作品は社会主義リアリズム影響下にあり、レム自身その価値を否定している。また同年執筆した『マゼラン星雲』は、当時「サイバネティックス」が「資本主義のエセ科学」とされていたために「メカニオリステックス」という造語を使ったが、見破られて1955年まで出版できなかった。1953年医学生だったバルバラ・レシニャクと結婚。スターリン死去による雪解けとともに、レムも社会主義リアリズムの制約から離れて執筆できるようになり、『失われざる時』も1955年に出版された。1955年に金十字功労賞受賞。1957年、クラクフ市文学賞受賞。1959年、ポーランド復興十字勲章受章。1965年、ポーランド文化芸術大臣賞第二席。1959年から1964年に書かれた『エデン』『ソラリスの陽のもとに』『砂漠の惑星』は後にファーストコンタクト三部作と呼ばれ、異星人とのコミュニケーション不可能性がテーマとなっている。
1967年にオーストリアのフランツ・ロッテンシュタイナーのSFファンジンに協力、寄稿をし始め、ロッテンシュタイナーにより西側のSFを入手できるようになり、後には西側でのレムのエージェントにもなった。1969年、外務省から外国でのポーランド文学普及に対して表彰状を受ける。1970年代になると、研究書『SFと未来学』や、メタフィクション『完全な真空』『虚数』などを発表。1976年、文化芸術大臣賞第一席。1979年、ポーランド復興上級十字勲章受章。
戒厳令の敷かれた1982年、西ベルリンの高等科学研究所の研究員として招聘される。この同僚であったオーストリア文学研究所所長ヴォルフガング・クラウスの招待で1983年にウィーンに移り、1988年帰国。ベルリンにいる期間に『完全な真空』の一作、「ワン・ヒューマン・ミニット」「二十一世紀の事件簿」の短編3作を執筆、ニューヨーク・タイムス、朝日新聞へ寄稿し、1987年に書いた『大失敗 (Fiasko)』が最後の小説となった。2005年、レム著作集（ポーランド語版、34巻）完結を記念して、クラクフにて出版元「文学出版社(Wydawnictwo Literackie)」による「レム会議(Kongres LEMologiczny)」が開催され、県立図書館での展示会、ヤギェウォ大学天文台での見学ツアーと講演、町の中央広場での地球外生命大集合と宇宙ファッション・コンクール、シンポジウム「私とレム」（日本からは沼野充義がパネリストとして参加）などが行われた。2006年3月27日、ヤギェウォ大学病院にて死去。

## 受容と評価
社会主義リアリズム時代の著作『金星応答なし』『マゼラン星雲』はソ連で100万部以上出版され、その後社会主義国全域で出版されるようになり、1960年代にはポーランドで最も有名な現代作家となった。日本では『金星応答なし』が1961年、『ソラリスの陽のもとに』が1965年に邦訳、『砂漠の惑星』が1968年に『世界SF全集』に収録され、高い評価を得る。1970年に日本で開かれた国際SFシンポジウムにおいて、日本以外の西側諸国において初めてレムの存在が認知されて、レム・ブームが起こる。1973年にアメリカSF作家協会の名誉会員とされるが、アメリカSFへの批判が元で1976年に資格を剥奪される、いわゆるレム事件が起きる（ただしレム自身は相手にしていなかった）。1984年にはレムの代表的論考を集めた『Microworlds』が英語圏で出版されて評価を得る。1987年に出版された『大失敗』は、1995年までに欧州13ヶ国語に翻訳出版されている。
『ソラリスの陽のもとに』は代表作の一つとされ、『惑星ソラリス』（1972年、監督アンドレイ・タルコフスキー）および『ソラリス』（2002年、監督スティーヴン・ソダーバーグ）として2度映画化された。タルコフスキーによる『ソラリス』映画化の際は、シナリオを巡って対立し、それ以降は作品の映画化を拒否するようになった。2002年のソダーバーグ版についてもレムは、「作品を見てはいないし脚本も読んでいないので公正な評価は出来ないが、批評に書かれているような“ラブ・ストーリー”として映画化されているのであれば、私の本とは異なるものだ」と否定的に述べている。
1986年、オーストリア国家賞を受賞。
『未来学会議』はアリ・フォルマン監督でフランス・イスラエル合作の『コングレス未来学会議』として映画化された。

## 作品
作品には、初期作品も含む現代小説、『ソラリス』などのシリアスなSF、泰平ヨン・シリーズや『宇宙創世記ロボットの旅』などの寓話的SF、評論やメタフィクションなどがある。作品はポーランド語独特の表現法がちりばめられていることが多く、他言語への翻訳は非常に難しいとされる。
レムの生まれ育ったルブフは、レムの生まれた時期はポーランド領だったが、その後ナチス・ドイツに占領され、次いでソ連領となった（ソ連崩壊後はウクライナ領）。このような経験によって、確実なものなど何一つないという世界観が形成され、作品における「人間の理性の限界を見定めようとする透徹したまなざしであり、絶対的なイデオロギーに対して懐疑的・相対主義的な見方をとることであり、理性の限界の外に広がる宇宙の脅威に対して自らを開いていこうとする姿勢」を生んだ。
『ソラリス』は世界で多くの研究がなされ、アメリカのイシュトヴァーン・チチェリ=ローナイは「いくつもの並行した、あるいは相反するような解釈を誘っている」として「スウィフト流の風刺」「カフカ風の実存的寓話」「解釈学のメタフィクション風パロディ」「セルバンテスを思わせるアイロニックな騎士道ロマンス」「人間の意識をめぐるカントばりの観照」として読めると評している。またポーランドのイェジイ・ヤジェンプスキは「まず第一に恐怖小説を模倣する物語であり、次に精神分析を可能にする存在論的論考であり、科学についてのいわばメタ科学小説であり、人間の意識をめぐるデカルト的寓話であり、神をめぐる形而上学的小説であり、そして最後に「コンタクト」をめぐる典型的なSF小説である」としている。
自伝『高い城』は、幼少期から18歳までの少年時代を回想したもので、時代背景の説明などはなしで、当時の記憶を子供の視点のままに再現しようとしたものになっている。1975年の再刊の際は20代の頃に書いた詩が収録された。
『偶然の哲学』は独自の文学理論を体系化し、サイバネティクス、数学、論理学、生物学、物理学など自然科学の方法を取り入れた文学研究を確立しようとし、現象学、構造主義による文学理論を批判したもので、発表と同時にポーランドの文学研究者の間に強い反響を引き起こした。また論文「ツヴェタン・トドロフの幻想的な文学理論」(1973)では、トドロフの『幻想文学論序説』の示す図式の粗雑さを指摘し、また文学テキストを受容する読者の役割を強調している。 『SFと未来学』は文学理論をSFにも適用し、「現代SFの90パーセント以上はSF本来の可能性を全く無駄にしているくだらないものだ」と分析し、また巽孝之は「美学/認識論の彼方に夢見られる新しい感受性」などへの考察をポスト構造主義的と指摘している。

### 作家活動期
レムの作家活動は、1984年の自伝で述べられる3つの時代と、それ以降の2つの時代で大きく分けられる。
初期（1946年 - 1958年）
当時の社会主義リアリズムが支配的な出版状況下で書かれた、『失われざる時』などの現代小説、『金星応答無し』『航星日誌』などのSF小説。自身は「楽天主義」「二流の作品ばかり」と述べるが、これらによって国内、東欧における名声を得た。
第2期・SF小説の時代（1959年 - 1969年）
ファーストコンタクト三部作と言われる『エデン』『ソラリス』『砂漠の惑星』などのSF小説の傑作を書く。「すでに他の者達に全面的に占拠されている領土の果てにまで達した」と自ら述べたとおり、これらの作品によって西欧でも高く評価されるようになり、現代SFの最高峰と見なされている。並行してメタミステリ作品『捜査』『浴槽で発見された手記』など、人間の認識の限界に挑む作品や、『技術大全』などの評論集も書いた。連作短篇集『宇宙飛行士ピルクス物語』では、人工知能論、システム論とバグの問題、シミュレーション科学などに基づくアイデアを扱っている。
第3期・メタフィクションの時代（1970年 - 1980年）
架空の本の書評集『完全な真空』、実在しない未来の本の序文集『虚数』といったメタフィクションに挑む。
第4期・SF回帰の時代（1981年 - 1987年）
メタフィクション『挑発』『二十一世紀図書館』、SF小説として『現場検証』『地球の平和』『大失敗』、その中間的な『GOLEM XIV』など。最後の長編小説となった『大失敗』は「二十世紀SFの巨匠の創作活動の掉尾を飾るにふさわしい集大成」と評された。
第5期・小説からの撤退（1988年 - 2006年）
評論集、対談、書簡集などを出版。

### 長編

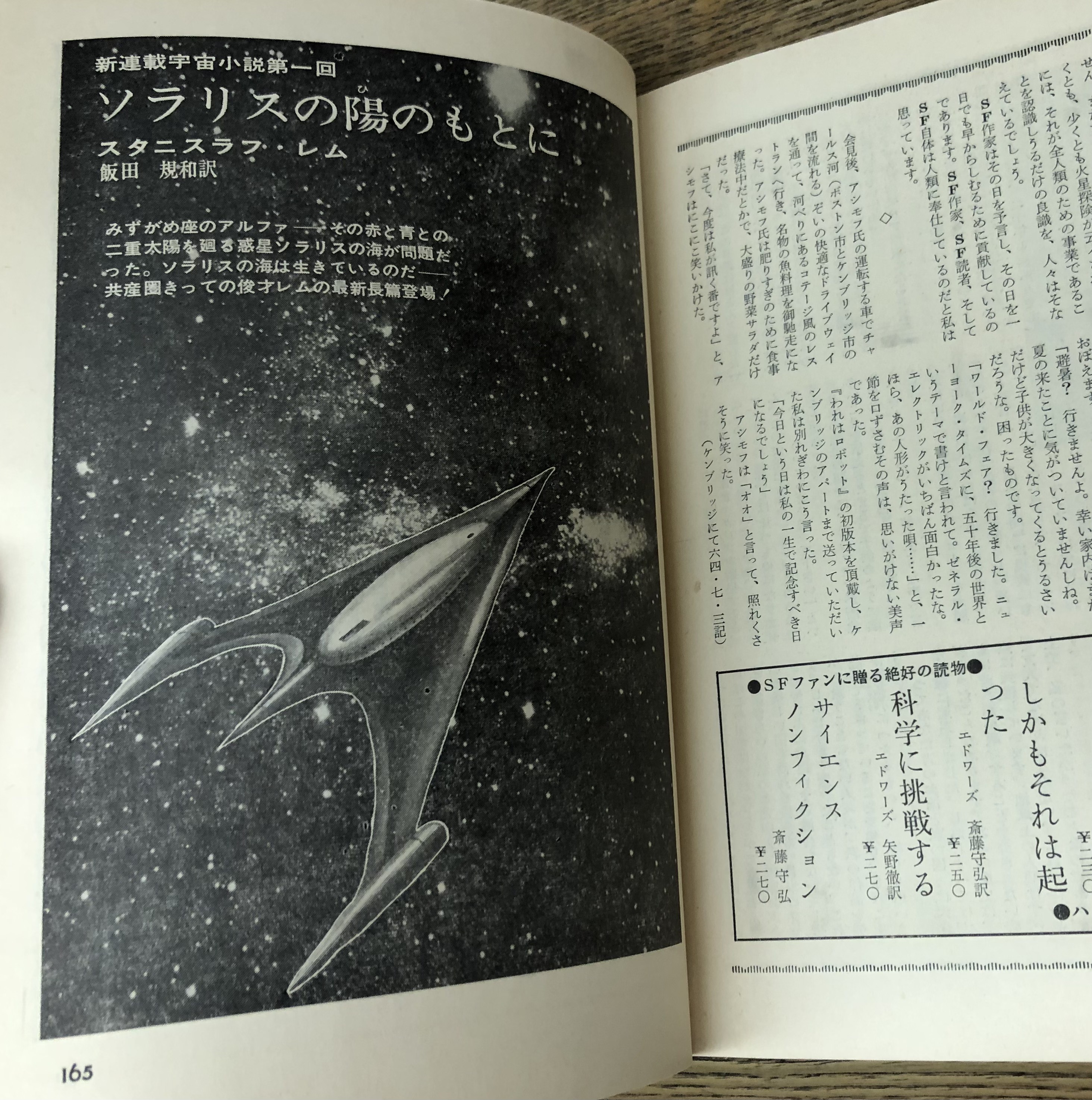
『ソラリスの陽のもとに』の日本語訳の連載第1回のページ。『S-Fマガジン』1964年10月号より。

- 『宇宙飛行士たち Astronauci 』 1951年。
  - 『金星応答なし』、桜井正寅訳、早川書房（ハヤカワSFシリーズ）、1961年
  - 『金星応答なし』、沼野充義訳、早川書房〈ハヤカワ文庫〉、1981年、ISBN 978-4150104177
- 『変容の病院』「Szpital Przemienienia」 、『死人の中』「Wśród umarłych」、『リターン』「Powrót」、1955年（リアリズム小説の三部作）
  - 日本版では『主の変容病院・挑発』（国書刊行会）に『変容の病院』のみ収録。
- 『マゼラン星雲 Obłok Magellana 』 1956年
  - 邦題『マゼラン雲』、後藤正子訳（沼野充義解説）、国書刊行会「レムコレクション 第II期」、2022年4月 - 全6巻別巻1
- 『捜査 Śledztwo 』 1959年。
  - 邦題『捜査』、深見弾訳、ハヤカワ文庫、1978年、ISBN 978-4150103064
  - 邦題『捜査・浴槽で発見された手記』、久山宏一訳（沼野充義解説）、国書刊行会「レムコレクション 第II期」、2024年3月
- 『エデン Eden 』 1959年。
  - 邦題『エデン』、小原雅俊訳（早川書房、1980年。ハヤカワ文庫、1987年）、ISBN 978-4150107451
- 『ソラリス Solaris 』 1961年。
  - 邦題『ソラリスの陽のもとに』、飯田規和訳（早川書房、1965年。ハヤカワ文庫、1977年）
  - 新訳版『ソラリス』、沼野充義訳、国書刊行会「レムコレクション」、2003年、ISBN 978-4336045010 / ハヤカワ文庫、2015年、ISBN 978-4150120009
- 『星からの帰還 Powrót z gwiazd 』 1961年。
  - 邦題『星からの帰還』、吉上昭三訳、集英社、1968年、新版1980年、ISBN 4-08-773016-6 / ハヤカワ文庫 1977年、ISBN 978-4150102449
- 『発見された手記 Pamiętnik znaleziony w wannie 』 1961年。
  - 邦題『浴槽で発見された日記』、深見弾訳、集英社、1980年。
  - 邦題『浴槽で発見された手記』、村手義治訳、サンリオSF文庫、1983年。
  - 邦題『捜査・浴槽で発見された手記』、芝田文乃訳、国書刊行会「レムコレクション 第II期」、2024年3月
- 『無敵 Niezwyciężony 』 1964年。
  - 邦題『砂漠の惑星』、飯田規和訳、早川書房・世界SF全集〈23〉収録、1968年 / ハヤカワ文庫、1977年、ISBN 978-4150102739
  - 新訳版『インヴィンシブル』、関口時正訳、国書刊行会「レムコレクション 第II期」、2021年9月
- 『主の声 Głos Pana』 1968年。
  - 邦題『天の声』、深見弾訳、サンリオSF文庫、1982年。
  - 新訳版『天の声・枯草熱』、沼野充義・吉上昭三・深見弾訳、国書刊行会「レムコレクション」、2005年、ISBN 978-4336045034
- 『枯草熱 Katar 』 1976年。
  - 邦題『枯草熱』、吉上昭三・沼野充義訳、サンリオSF文庫、1979年
  - 新訳版『天の声・枯草熱』、沼野充義・吉上昭三・深見弾訳、国書刊行会「レムコレクション」、2005年、ISBN 978-4336045034
- 『GOLEM XIV Golem XIV 』1981年（邦訳書は『虚数』に収録）
- 『大失敗 Fiasko 』 1987年。
  - 邦題『大失敗』、久山宏一訳、国書刊行会「レムコレクション」、2007年、ISBN 978-4336045027

### 短編集
- 『アルデバランからの侵略 (Inwazja z Aldebarana)』1959年
- 『ロボットの本(Księga robotów)』1961年
- 『月世界の夜(Noc księżycowa)』1963年
- 『狩(Polowanie)』1965年
- 『宇宙飛行士ピルクス物語 (Opowieści o pilocie Pirxie)』 1968年。
  - 『宇宙飛行士ピルクス物語』 深見弾訳、早川書房(海外SFノヴェルズ)、1980年 / ハヤカワ文庫、2008年
- 『完全な真空 (Doskonała próżnia)』 1971年。
  - 『完全な真空』 沼野充義・工藤幸雄・長谷見一雄、国書刊行会（文学の冒険）、1989年 / 河出文庫、2020年（改訂版）
- 『すばらしきレムの世界  (Opowiadania)』1969年（自選ベスト）
  - 深見弾訳、講談社文庫 1・2、1980年
- 『虚数 (Wielkość urojona)』 1973年。
  - 『虚数』 長谷見一雄・西成彦・沼野充義訳、国書刊行会（文学の冒険）、1998年
- 『補遺』1976年
- 『マスク (Maska)』1976年
- 『繰り返し (Powtórka)』1979年
- 『レムの宇宙カタログ (The Best of Stanisław Lem)』 フランツ・ロッテンシュタイナー編、1981年 
  - 深見弾・沼野充義・吉上昭三・村手義治訳、大和書房、1981年
- 『挑発 (Prowokacja)』1984年
  - 短編集のうち、「架空の本への書評」は、下記『主の変容病院・挑発』に2編が収録された。
- 『21世紀叢書（Library of 21st century）』1986年
  - 「架空の本への書評」3編より、下記『主の変容病院・挑発』に2編が収録された。
- 『ファンタスティックなレム (Fantastyczny Lem)』2001
  - 『短篇ベスト10』 国書刊行会「レム・コレクション」、2015年。日本版オリジナル
  - ポーランドで刊行されたベスト短編集の15作から『完全な真空』収録の4編、『泰平ヨンの未来学会議』を除いたもの）
  - 沼野充義・関口時正・久山宏一・芝田文乃訳
- 『主の変容病院・挑発』 関口時正訳、国書刊行会「レム・コレクション」、2017年。日本版オリジナル
  - 長編『変容の変容病院』および、下記の架空の書評4編を収録した。
  - 「ホルスト・アスペルニクス著『ジェノサイド』」、「J・ジョンソン、S・ジョンソン共著『人類の一分間』」、「創造的絶滅原理 燔祭としての世界」、「二一世紀の兵器システム、あるいは逆さまの進化」
- 『火星からの来訪者　知られざるレム初期作品集』 沼野充義・芝田文乃・木原槙子訳、国書刊行会「レム・コレクション」、2023年。初期作品集

### 『ロボット』シリーズ（ツィベリアダ）
- 『ロボット物語 (Bajki Robotów)』 1964年。邦題『ロボット物語』 深見弾訳、早川書房〈ハヤカワ文庫〉、1982年
- 『ツィベリアダ (Cyberiada)』 1965年。邦題『宇宙創世記ロボットの旅』 吉上昭三・村手義治訳、集英社、1973年、早川書房〈ハヤカワ文庫〉、1976年
  - 『電脳の歌』 芝田文乃訳、国書刊行会「レム・コレクション」、2025年
    - 沼野充義解説、連作短篇集で『宇宙創世記ロボットの旅』の増補・新訳版
- 『完世音菩薩 (Kobyszczę)』
- 『トルルの機械』
- 『みごとな青あざ』
- 『赤鉄王子と水晶王女の物語 (O Królewiczu Ferrycym i królewnie Krystali)』

### 『泰平ヨン』シリーズ
- 『恒星日誌 (Dzienniki gwiazdowe)』 1957年、新版加筆1971年。
  - 邦題『泰平ヨンの航星日記』 (袋一平訳、1967年、ハヤカワ・SF・シリーズ)
  - 邦題『泰平ヨンの航星日記』（1980年）・『泰平ヨンの回想記』（1981年）。深見弾訳、早川書房〈ハヤカワ文庫〉、新版2分冊にもとづき刊行） - のち改訳版『泰平ヨンの航星日記』 深見弾/大野典宏訳、2009年
- 『未来学会議 (Kongres futurologiczny)』 1971年。
  - 邦題『泰平ヨンの未来学会議』
  - 深見弾訳、集英社、1984年 - のち改訳版『泰平ヨンの未来学会議』深見弾/大野典宏訳、ハヤカワ文庫、2015年
- 『現場検証? (Wizja lokalna)』 1981年。
  - 邦題『泰平ヨンの現場検証』 深見弾訳、早川書房〈ハヤカワ文庫〉、1983年
- 『地球の平和』 Pokój na Ziemi 』1987年
  - 邦題『地球の平和』、芝田文乃訳（沼野充義 解説）、国書刊行会「レムコレクション 第II期」、2021年12月

### 評論集・随想集
- 『対話 (Dialogi)』1957年
- 『軌道に乗る(Wejście na orbitę)』1962年
- 『技術大全 (Summa technologiae)』 1964年 (未訳)
- 『高い城 (Wysoki Zamek)』 1966年。
  - 邦題『高い城・文学エッセイ』日本オリジナル編集 沼野充義・巽孝之・芝田文乃・加藤有子・井上暁子訳、国書刊行会「レムコレクション」、2004年
- 『偶然の哲学 経験論の見地から見た文学 (Filozofia przypadku. Literatura w świetle empirii)』1968年
- 『SFと未来学(Fantastyka i futurologia)』1970年
- 『論争と論文(Rozprawy i szkice)』1975年
- 『高い城、及び青春詩集 (Wysoki Zamek. Wiersze młodzieńcze)』1975年（『高い城』と初期（1947-48年頃）の詩12編を収録）
- 『マイクロワールズ (Microworlds)』1984年（英訳評論集）
- 『心地よい時代 (Lube czasy)』1995年
- 『セックス戦争 (Sex Wars)』1996年
- 『中国の秘密の部屋 (Tajemnica chińskiego pokoju)』1996年
- 『あらさがし (Dziury w całym)』1997年
- 『私の文学観 (Mój pogląd na literaturę)』2003年（Rozprawy i szkice の増補、再編集版）
- 『メガビット爆弾 (Dziury w całym)』1999年
- 『瞬間 (Okamgnienie)』2000年

### 寄稿
- 核時代の文学 世界の作家は考える (4) 読者の希望の支えに[12]

## 映画化
- 金星ロケット発進す（1960年、東ドイツ、ポーランド合作） - 「金星応答なし」より
- イカリエ-XB1（1963年、チェコスロバキア） - 「マゼラン星雲」より
- 惑星ソラリス（1972年、ソ連） - 「ソラリスの陽のもとに」より
- ソラリス（2002年、アメリカ合衆国） - 「ソラリスの陽のもとに」より。上記のリメイク。
- コングレス未来学会議（2013年、イスラエル・フランス合作） - 「泰平ヨンの未来学会議」より